# لوئیس آنخل ماته
لوئیس آنخل ماته (اسپانیایی: Luis Ángel Maté‎؛ زادهٔ ۲۳ مارس ۱۹۸۴) دوچرخه‌سوار اهل اسپانیا است.
از باشگاه‌هایی که در آن رکاب زده‌است می‌توان به تیم دوچرخه‌سواری اندلسیا، اندرونی جوکاتولی–سیدرمک، و تیم دوچرخه‌سواری کوفیدیس اشاره کرد.